# Persone di nome Petrus
| Questa pagina contiene informazioni ricavate automaticamente dalle voci biografiche con l'ausilio del template Bio e di un bot. L'aggiornamento è periodico e automatico e ricostruisce completamente la pagina. Se manca una persona in questa lista, sei pregato di non aggiungerla, ma accertati piuttosto che la sua voce biografica contenga il template Bio e che i dati anagrafici siano correttamente compilati. Se il template Bio manca, inseriscilo tu stesso o, in alternativa, metti l'avviso {{tmp\|Bio}} che ne segnala la mancanza. Se i dati riportati sono sbagliati, correggi direttamente la voce biografica; le modifiche saranno visibili in questa lista entro pochi giorni. Per chiarimenti vedi il progetto antroponimi. La lista contiene solo le 55 persone che sono citate nell'enciclopedia e per le quali è stato implementato correttamente il template Bio. Pagina aggiornata al 22 giu 2025. |

Questa è una lista di persone presenti nell'enciclopedia che hanno il nome Petrus, suddivise per attività principale.

## Allenatori di calcio(1)
- Peter Uneken, allenatore di calcio e ex calciatore olandese (Sleen, n. 1972)

## Anatomisti(1)
- Petrus Camper, anatomista olandese (n. 1722 - † 1789)

## Architetti(1)
- Pierre Cuypers, architetto olandese (Roermond, n. 1827 - Roermond, † 1921)

## Arcieri(1)
- Piet de Brouwer, arciere olandese (Eindhoven, n. 1880 - Eindhoven, † 1953)

## Arcivescovi cattolici(2)
- Petrus Codde, arcivescovo cattolico e teologo olandese (Amsterdam, n. 1648 - Utrecht, † 1710)
- Petrus Tyrgilli, arcivescovo cattolico svedese († 1366)

## Arcivescovi luterani(1)
- Petrus Kenicius, arcivescovo luterano svedese (Umeå, n. 1555 - Uppsala, † 1636)

## Arcivescovi vetero-cattolici(1)
- Petrus Johannes Meindaerts, arcivescovo vetero-cattolico olandese (Groninga, n. 1684 - † 1767)

## Astronomi(2)
- Peter Jenniskens, astronomo olandese (n. 1962)
- Petrus Plancius, astronomo e cartografo fiammingo (Dranouter, n. 1552 - † 1622)

## Calciatori(8)
- Petrus Boumal, calciatore camerunese (Yaoundé, n. 1993)
- Piet van Boxtel, calciatore olandese (Breda, n. 1902 - Breda, † 1991)
- Petrus Haraseb, ex calciatore namibiano (n. 1968)
- Pierre van Hooijdonk, ex calciatore olandese (Steenbergen, n. 1969)
- Pierre Massy, calciatore olandese (Roermond, n. 1900 - Roermond, † 1958)
- Piet van Reenen, calciatore olandese (Utrecht, n. 1909 - Amsterdam, † 1969)
- Petrus van Rhijn, calciatore olandese (Wassenaar, n. 1931 - † 1999)
- Petrus Shitembi, calciatore namibiano (Rundu, n. 1992)

## Cantanti(1)
- Pierre Kartner, cantante, compositore e paroliere olandese (Elst, n. 1935 - Breda, † 2022)

## Cartografi(2)
- Petrus Bertius, cartografo, bibliotecario e matematico fiammingo (Beveren, n. 1565 - Parigi, † 1629)
- Petrus Vesconte, cartografo italiano (Genova)

## Cavalieri(1)
- Piet Raijmakers, cavaliere olandese (n. 1956)

## Ciclisti su strada(1)
- Piet Rentmeester, ciclista su strada olandese (Yerseke, n. 1938 - Goes, † 2017)

## Compositori(2)
- Petrus de Cruce, compositore e teorico della musica francese
- Petrus de Domarto, compositore fiammingo

## Dirigenti sportivi(1)
- Franco Smith, dirigente sportivo, allenatore di rugby a 15 e ex rugbista a 15 sudafricano (Lichtenburg, n. 1972)

## Filologi(1)
- Petrus Wesseling, filologo e bibliotecario tedesco (Burgsteinfurt, n. 1692 - † 1764)

## Generali(1)
- Piet Uys, generale boero (Swellendam, n. 1797 - Battaglia di Italeni, † 1838)

## Giuristi(3)
- Petrus van der Aa, giurista belga (Lovanio, n. 1530 - Lussemburgo, † 1594)
- Petrus Rainutius, giurista italiano
- Petrus von Mascow, giurista tedesco (Greifswald, n. 1634 - Greifswald, † 1719)

## Naturalisti(1)
- Petrus Gillius, naturalista e traduttore francese (Albi, n. 1490 - Roma, † 1555)

## Nobili(1)
- Petrus Gonsalvus, nobile spagnolo (Tenerife, n. 1537 - Capodimonte, † 1618)

## Pattinatori di velocità su ghiaccio(1)
- Petrus Nottet, ex pattinatore di velocità su ghiaccio olandese (L'Aia, n. 1944)

## Pistard(2)
- Piet van der Horst, pistard olandese (Klundert, n. 1903 - Breda, † 1983)
- Peter Post, pistard, ciclista su strada e dirigente sportivo olandese (Amsterdam, n. 1933 - Amsterdam, † 2011)

## Pittori(3)
- Petrus Christus, pittore fiammingo (Baarle-Hertog - Bruges)
- Petrus Johannes van Regemorter, pittore fiammingo (Anversa, n. 1755 - Anversa, † 1830)
- Petrus van Schendel, pittore olandese (Terheijden, n. 1806 - Bruxelles, † 1870)

## Poeti(1)
- Petrus Augustus de Génestet, poeta e teologo olandese (Amsterdam, n. 1829 - Rozendaal, † 1861)

## Politici(4)
- Jaak Gabriëls, politico belga (Bree, n. 1943 - Bree, † 2024)
- Petrus Jacobus Joubert, politico e generale boero (Cango - Pretoria, † 1900)
- Kgalema Motlanthe, politico sudafricano (Johannesburg, n. 1949)
- Piet Steenkamp, politico olandese (Uithoorn, n. 1925 - Eindhoven, † 2016)

## Predicatori(1)
- Peter van Mastricht, predicatore e teologo olandese (Colonia, n. 1630 - † 1706)

## Rugbisti a 15(1)
- Fourie du Preez, ex rugbista a 15 sudafricano (Pretoria, n. 1982)

## Scrittori(1)
- Petrus Borel, scrittore, letterato e poeta francese (Lione, n. 1809 - Mostaganem, † 1859)

## Teologi(1)
- Petrus Blomevenna, teologo, scrittore e monaco cristiano tedesco (Lleida, n. 1466 - Colonia, † 1536)

## Tipografi(1)
- Petrus Lucius, tipografo tedesco (n. 1590 - Rinteln, † 1656)

## Umanisti(3)
- Petrus Lotichius Secundus, umanista e poeta tedesco (Schlüchtern, n. 1528 - Heidelberg, † 1560)
- Petrus Mosellanus, umanista, filologo e teologo tedesco (Bruttig, n. 1493 - Lipsia, † 1524)
- Petrus Sutor, umanista, teologo e monaco cristiano francese (Chémeré-le-Roi, n. 1475 - † 1537)

## Velisti(1)
- Per Bergman, velista svedese (Stoccolma, n. 1886 - Stoccolma, † 1950)

## Vescovi cattolici(1)
- Petrus Canisius Jean van Lierde, vescovo cattolico belga (Hasselt, n. 1907 - Roeselare, † 1995)

## Vescovi vetero-cattolici(1)
- Petrus Jans, vescovo vetero-cattolico olandese (Hilversum, n. 1909 - L'Aia, † 1994)